# Совершенная группа
Другое значение этого термина: группа, совпадающая со своим коммутантом
Совершенная группа ― группа {\displaystyle G}, такая что отображение {\displaystyle G\to Aut(G)} является изоморфизмом. Это отображение посылает элемент {\displaystyle g\in G} в автоморфизм сопряжения {\displaystyle s_{g}:h\to ghg^{-1}}. Инъективность этого отображения равносильна тривиальности центра, а сюръективность — тому, что каждый автоморфизм является внутренним.
Примерами являются симметрические группы {\displaystyle S_{n}} при {\displaystyle n\neq 2,6} (теорема Гёльдера); при этом группа {\displaystyle S_{2}=\mathbb {Z} _{2}} имеет нетривиальный центр, а у группы {\displaystyle S_{6}} существует внешний автоморфизм.
Автоморфизмы простой группы образуют почти простую группу, а автоморфизмы неабелевой простой группы — совершенную группу.
Не любая группа, изоморфная своей группе автоморфизмов, является совершенной — необходимо, чтобы изоморфизм осуществлялся отображением сопряжения. Примером группы, для которой {\displaystyle G=Aut(G)}, но которая не является совершенной, является группа диэдра {\displaystyle D_{4}}.